# Isa Montalbán
Isa Montalbán (Madrid, 1998) és una actriu espanyola reconeguda amb el Premi AISGE al Festival Ibérico de Cinema de Badajoz, com a reconeixement a la seva interpretació com a protagonista a Tótem loba, un curtmetratge escrit i dirigit per Verónica Echegui. A finals del 2021 Montalbán va participar al rodatge de Hollyblood, una pel·lícula de Jesús Font rodada a València, descrita con una comèdia romàntica de vampirs amb elements terrorífics.

## ￼￼Referències
1. ↑  Nast, Condé. «Estos 11 jóvenes talentos son algunas de nuestras apuestas para el 2021» (en espanyol europeu), 04-01-2021. [Consulta: 27 novembre 2021].
2. 1 2  Aisge. «Isa Montalbán mejor actriz en Badajoz» (en castellà). [Consulta: 26 novembre 2021].
3. ↑  JIMÉNEZ, JESÚS. «'Hollyblood', vampiros y comedia en un homenaje al cine de los 80» (en castellà), 29-04-2021. [Consulta: 26 novembre 2021].